# Yajurveda
Lo Yajurveda (devanāgarī यजुर्वेद, sostantivo maschile sanscrito composto da yajus, "formula sacrificale", e veda, "sapienza" o "conoscenza": "Veda delle formule sacrificali") è una delle suddivisioni canoniche dei Veda. Lo Yajurveda è a sua volta distinto in Kṛṣṇa Yajurveda (Yajurveda nero) e Śukla Yajurveda (Yajurveda bianco).

## Generalità
Nello Yajurveda, più precisamente nelle sue Saṃhitā, sono raccolte le formule sacrificali (yajus) nonché i mantra già presenti nel Ṛgveda mormorati dal sacerdote officiante il sacrificio vedico (yajña) indicato come adhvaryu.

## Suddivisione
Le due collezioni in cui lo Yajurveda è tradizionalmente distinto sono:
- il Kṛṣṇa Yajurveda (Yajurveda nero), la parte più antica detta "nera" (kṛṣṇa) forse perché considerata meno 'pura', in quanto nei testi ivi raccolti sussiste una confusione fra i contenuti delle Saṃhitā e dei Brāhmana;[1]
- lo Śukla Yajurveda (Yajurveda bianco), più recente del Kṛṣṇa Yajurveda, detta "bianca" in virtù della distinzione effettuata sui contenuti e sul differente ordine a essi dato.[1]

### Kṛṣṇa Yajurveda
Nel Kṛṣṇa Yajurveda troviamo tre raccolte di formule, tre Saṃhitā cioè: la Kaṭhaka Saṃhitā o Kapiṣṭhala-Kaṭha Saṃhitā, la Maitrāyaṇi Saṃhitā e la Taittirīya Saṃhitā; a quest'ultima è associato il Taittirīya Brāhmaṇa; da cui il Taittirīya Āraṇyaka; infine troviamo ben sei Upaniṣad, tutte ben note e importanti: la Taittirīya Upaniṣad, la Kaṭha Upaniṣad, la Mahānārāyaṇa Upaniṣad, la Maitrī Upaniṣad, la Prāṇāgnihotra Upaniṣad e la Śvetāśvatara Upaniṣad.

### Śukla Yajurveda
Nello Śukla Yajurveda abbiamo un'unica Saṃhitā, la Vājasaneyī Saṃhitā; un Brāhmaṇa molto noto, il Śatapatha Brāhmaṇa; un Āraṇyaka, il Bṛhad Āraṇyaka; e cinque Upaniṣad. Le prime quattro sono: la Bṛhadāraṇyaka Upaniṣad (la più antica fra le Upaniṣad canoniche), la Jābāla Upaniṣad, la Paiṅgala Upaniṣad e  la Sūrya Upaniṣad. A queste va considerata aggiunta la Īśā Upanisad, testo anch'esso molto noto, costituito dalle ultime sei strofe del primo terzo della quattordicesima sezione della Vājasaneyī Saṃhitā, e che quindi è da ritenersi precedente alla Bṛhadāraṇyaka Upaniṣad.